# Geranium arboreum
Geranium arboreum är en näveväxtart som beskrevs av Asa Gray. Geranium arboreum ingår i släktet nävor, och familjen näveväxter. Inga underarter finns listade i Catalogue of Life.